# 奧蘭治 (喬治亞州)
奧蘭治（英語：Orange）是位於美國喬治亞州切羅基縣的一個非建制地區。該地的面積和人口皆未知。

## 地理
奧蘭治的座標為34°15′20″N 84°20′29″W / 34.25556°N 84.34139°W，而該地的平均海拔高度為354米（即1161英尺）。